# MamiのRADIかるコミュニケーション
『mamiのRADIかるコミュニケーション』（マミのラディかるコミュニケーション）は、1984年10月13日から2009年10月4日まで、東海ラジオ放送、九州朝日放送（KBCラジオ）、STVラジオ、ラジオ関西で放送されていたラジオ番組である。略称はRADIコミ（ラディコミ）。RADIかるはRADIO+カルチャー、またradical、軽〜くなどの意味を込めた造語。
メインパーソナリティは小森まなみ。アシスタントはミンキー♥ヤス。

## 概要
小森まなみのポリシーである一回一回の放送を大切に・心と心のキャッチボールをモットーにしているあたたかさとエンターテインメント性を兼ね備えているラジオ番組。リスナー同士のコミュニケーションも旺盛で、1990年代後半から2000年にかけてのアニラジブームでは中心的存在の番組であった。
2003年12月には1000回の放送を記録し、2009年10月の最終回までに25年、放送回数1,305回となった長寿番組である。23周年放送で小森は「変わらないものを守るためには、変わることをもおそれない」と宣言した。目やからだの不自由なリスナーからの多くの要望を受け、メールでの投稿の受付を開始した。
夏に名古屋市内（名古屋城、名古屋市公会堂など）で行なわれる番組イベントは、全国から数千人のリスナーが集まる「伝説的なイベント」になっていた。1994年（平成6年）に番組10周年兼、東海ラジオ放送創立35周年記念として名古屋市総合体育館（現・日本ガイシスポーツプラザ）にて挙行されたイベントには、東海地方を始め全国各地から一ラジオ番組のイベントとしては異例ともいえる約7000人ものリスナーを集めている。1995年の阪神・淡路大震災時では、「できることを できるところから」と誰でもが手にしているテレフォンカードを換金するという小森の発案により「救援テレカ支援」を行なう。累計800万円を超える募金をラジオ関西・兵庫県学童保育連絡協議会・あしなが育英会などに、番組を通じ5年間にわたり寄付をした。

### 終了直前の番組構成
番組は開始当時からお便りを郵送でしか扱っておらず、FAX（生放送を除く）やEメールでの募集は通常行っていなかったが、2007年10月14日放送分で郵政民営化によりポストや郵便局が遠くなったり体の不自由な人がパソコンからアクセスしたいという要望を受け、同年11月4日放送分よりhertz@tokairadio.co.jp宛てのEメールでの受付も行うことになった。ハガキは各放送局の本社から東京支社に転送されて、そこからさらに収録スタジオのフラミンゴスタジオに届けられるため、ハガキを投函してから番組で読み上げられるのに2週間程度かかることがあった。このタイムラグの関係上、番組で取り上げられたお便りに対するリスナーからのレスポンスは、原則としてオンエアの翌々週以降に取り上げられた。
番組は小森の「ワン」（犬の鳴き声。矢尾時代は「ウー、ワン!」（犬の吠える声）、新年1回目の放送はその年の干支の鳴き声）の決まり文句で始まり、それに続いてリスナーからの小ネタ、通称「○○さんの今週のひと言」或いは「今週の独り言」の読み上げから始まる。
タイトルコールは「俺は、『北斗の拳』のケンシロウだ。708ある経絡秘孔のうち、mamiを突いた。お前はこれから、ずーっとこの放送を聴くことになる。お前はもう、聴いている」（2004年10月10日からは「mamiを突いた」が「mamiのRADIかるコミュニケーションを突いた」に変更され、「お前はこれから～聴くことになる」の部分が無くなった）という神谷明の声の後に小森の「mamiのRADIかる♪」という声が入り、テーマ曲の歌声によって「コミュニケーション」と続く。その後でパーソナリティ2人の自己紹介が行われるが、特に小森の自己紹介の前に「みんな一週間元気だったかな、いいこといっぱいあったかな?」と言うのが定例の決まり文句となっていた。
この神谷によるタイトルコールのナレーションは、同時期（1984年10月11日）にはじまった『北斗の拳』のアニメを元にしたもので、ケンシロウの声で行われている。当時、声優の指導をしていた小森の新番組ということでの友情出演だった。テーマ曲はスパンダー・バレエの楽曲「Communication」のリミックス・ヴァージョンで、番組開始当初から使用されていた。
番組内容はリスナーから様々な話題のハガキを募集し、それを紹介するのがメイン。大枠で「全国流行通信」というコーナーで、テーマ曲はGoon Squadの「Eight Arms To Hold You」。特に反響があった話題については、それ専用の特別コーナーが設けられる。本来の歌詞とは違って聞こえる曲や面白い聞き間違いを紹介する「空耳タイム」は、月に1度だったが人気があり定期コーナーと化した。最近では、馬の名前を付けてヤスのアドリブ実況により競争させる「RADIコミダービー」も月に1度の定期コーナーとなっている。
番組後半はヤスによるアニメ関連の話題で進行した（コーナータイトルは「アニメフォーカス」→「アニメ塾」→「アニメタイム」→「アニメールタイム」と移り変わっている）。かつてキングレコード（スターチャイルド）やラポートがスポンサーだった頃にはBGMにスターチャイルド関連の曲を流したり、ファンロード等ラポートが発行する雑誌や書籍等の宣伝が行われていたが、末期はそれらに必ずしもこだわらなかった。以上の経緯から、この番組をアニラジに分類する場合もある。
このコーナー前後辺りで「モエールの館」というコーナーが2007年4月開始。その後モエールちゃんが何らかの任務に出てしまい休業中。執事は「ピエール・ヤス」で、メイドは「ヘルツ・モエール」である。なお、表記の区切りに関しては公式な発表がないため不明。このコーナーではご主人様またはお嬢様の悩みに、モエールが答えるというものである。ちなみに小森やヤスは彼らについて別人扱いしているが、モエールが金魚が嫌いな描写を見せたため紛れもなく小森やヤス本人である。
番組ラストの人気コーナー「マミのキュンキュン」（1998年10月開始）では身の回りで起こった心に残ること（キュンときたこと）を紹介する他、多数寄せられるリスナーの悩みに小森が答えている。それに対するリスナーの反響が大きければ2週間後にリスナーの意見を発表することもあり、小森とリスナーが共にリスナーの悩みを解決しているといえよう。時に涙することもあり、多くの共感を得ているラジオらしいコーナー。
最後にパーソナリティ二人の自己紹介と「こころもからだも元気でね」「バッハハーイ」の決まり文句で終わる。

### 過去の番組構成
番組開始時には「円盤観察日記」（1984 - 1987年）「ポップスドクター」（1987 - 1988年）「アーティストディクショナリー」（1988 - 1989年）「ポップス人名辞典」（1989 - 1994年）といった洋楽に関するコーナーもあった。このコーナーは当時ディレクターを務めていた是枝正美の選曲によるもので、是枝ディレクターの色彩が濃かったといえよう。また円盤観察日記開始半年後から選曲された曲とその歌手をリスナーが当てるという、クイズの要素も持っていた。しかし番組自体のアニラジ人気が強くなり始めた1994年のリニューアルで終了。
1990年4月29日から1991年4月7日までの1年間、小森の産休・病気療養のため矢尾一樹がメインパーソナリティを務め、1990年11月からは、番組タイトルも「mamiのRADIかるコミュニケーション 矢尾だよ～ん」となった。小森が復帰してからもしばらく番組に出演していた。ピンチヒッター候補には日髙のり子、森口博子、井潤千代美（小森の友人の漫画家、現：月嶋つぐ美）などが挙がっていた。このピンチヒッターは番組で候補者を挙げ、リスナーのハガキ投票で最終的に決定された。この投票をダービーゲームに例え、ミンキーヤスが競馬実況風に発表した（RADIコミダービーの前身にあたるのだろうか？）。この際候補者それぞれに競馬風の名前がつけられており、矢尾一樹は「サケノミホマレ」であった。

### その他
リスナーによって開かれるリスナーの集いや公開録音・ライブなどのイベントで知り合ってリスナー同士が結婚することもあり、RADIコミのイベント（名古屋城夏まつりなど）にはその子供を連れて来る事もある。親子2代に渡ってリスナーという人も増え、家族で聞ける愛される番組となっている。時には親から「不登校のこどもが唯一、この番組なら受け入れている。ラジオでどうか呼びかけて欲しい」といった内容の手紙が届く。
また身体が不自由だったり重い病気と闘うリスナーからも多くのアクセスがあり、なおかつ後述の公開録音・イベントなどにも足を運ぶ人が多い。それらにも平等に小森が応えている。
2003年頃から世界に緑を増やそうと家庭から出てくる植物の種を集めて砂漠化している地域に贈る「みどりのたまごプロジェクト」を小森が提案、イベントや番組内で種を集めていた。しかし2005年、外来種輸入規正法により送り先である自然農法家の組織が存続を断念。「個々で緑を広げていってほしい」という理念を受け、番組でも種集めは一時中止となっている。
2007年からは“ひとりの力は小さくても集まれば大きなウェーブになる”と、「世界のこどもにワクチンを送ろう!」を目標に捨ててしまうペットボトルのキャップを集める運動「エコキャップレボリューション」を小森が番組で提案した。8月19日に行なわれた「名古屋城宵祭り」には全国からリスナーが集結し、3万3852個のエコキャップが集まった。約44人分のワクチンに相当する数をエコキャップ推進全国連絡協議会に贈った。さらに翌年2008年8月17日に行なわれた「名古屋城宵祭り」の公開録音でも、重量にして188.3kg（約7万5000個余り）、約94人のワクチン相当分のエコキャップを集めた。

### 10年ぶりの復活放送、そして最終回
放送は終了したが、復活できる機会があれば復活させたいと最終回で語っていた。その後放送終了から10年経った2019年9月22日に東海ラジオ開局60周年の企画として『東海ラジオ開局60周年記念！ mamiのRADIかるコミュニケーションスペシャル〜ラジオがくれた贈り物〜』のタイトルで放送回数1,306回目となる1時間の生放送特番が放送された（13時 - 14時）。合わせて放送前にはオアシス21銀河の広場で行われた「開局60周年記念 東海ラジオ大感謝祭2019」の「日曜も歌謡曲スペシャルステージ」にも小森とヤスが出演した。
コーナーは番組終了時点での「全国流行通信（パート1・パート2の2部構成）」「RADIコミダービー」 「アニメールタイム」 「マミのキュンキュン」で構成、リスナーからの投稿は郵便・FAX・メール（以前とは異なるメールアドレス「mami@tokairadio.co.jp」に変更）で受け付け、「全国流行通信」は「ラジオがくれた贈り物」のテーマで募集したほか、小森や本番組にまつわる曲のリクエストも募集した。また、生放送である事を活かすために、Twitterにおいてハッシュタグ「#RADIコミスペシャル」が付けられたツイートを放送中に随時取り上げる試みも行われた。この反響が凄まじく、放送中には当該ハッシュタグがTwitterトレンドにおいて日本1位、世界10位を叩き出している。これとは別に番組と小森のTwitter公式アカウントを開設、前者はヤスが随時ツイートを行い、後者に関しては9月22日の1日限定で小森がツイートを行った(それ以外の日はスタッフが情報を発信している)。
放送中には前述のタイトルコールナレーションを担当した神谷明、ラジオ関西『青春ラジメニア』パーソナリティの岩崎和夫と南かおり、番組準レギュラーだった高橋直純からの東海ラジオ開局60周年と本番組復活放送を祝うスペシャルメッセージも放送された。また、リスナーからの投稿の中には、声優の松嵜麗や俳優の小松利昌といった現在業界内で活動しているリスナー出身者からのものも読まれている。
2024年4月20日19時から20時には、小森が同年3月をもって芸能活動から引退（本人は「マイクオフ」と呼んでいる）したのを記念した特別番組として「mamiのRADIかるコミュニケーション-小森まなみ40周年ありがとうマイクオフSP」が、マイクオフ前の事前収録で放送された。小森は通常の放送ではラジオネームに君（男性リスナー）、ちゃん（女性リスナー）、先生、さん（年長者）とリスナーの敬称を使い分けていたがマイクオフSPはさん付で統一していた。5月10日には同月18日にドキュメンタリー番組『ハガキとマイク〜小森まなみ 心と心のキャッチボール〜』の放送に合わせる形で、ポッドキャストでの配信（ポッドキャスト版として再編集あり）を6ヶ月間限定で行われた。

## 放送局・放送時間
（2008年10月改編〜2009年10月放送終了まで）
- 東海ラジオ放送 日曜22:00 - 22:30
- 九州朝日放送 月曜0:35 - 1:05（日曜24:35 - 25:05）
- STVラジオ 月曜0:30 - 1:00（日曜24:30 - 25:00）
- ラジオ関西 月曜1:30 - 2:00（日曜25:30 - 26:00）

2008年4月改編でラジオ関西が木曜日から日曜日に変更したため、全局放送曜日が統一された。

### ネット局の変遷
1984年10月13日に『ラジオアニメック・決定!アニメ最前線』（ニッポン放送制作）の後番組として、東海ラジオとラジオ大阪の2局ネット体制でスタート。放送時間は、開始当初は毎週土曜日20:00-20:30。
その後、ラジオ大阪は1985年3月30日をもってネットを一時休止、同年4月からSTVラジオ・KBCラジオの2局がネットを開始する。関西地区では1986年4月13日よりKBS京都でネット開始し、1989年4月9日まで放送された。その後同年4月16日から1990年4月1日まで再びラジオ大阪で、1992年10月8日から1993年5月27日までラジオ関西で放送された後、同年6月6日にラジオ大阪で3度目のネットが再開するが、2004年6月13日をもって放送を終了した。同年7月4日よりラジオ関西で2度目のネットを開始、4局ネットとなった。
このように関西地方ではネット局の変遷が著しかったが、その他の地域では放送時間や曜日の変更こそあれ最終回まで東海ラジオ・KBCラジオ・STVラジオでのネットを一貫して継続していた。特に東海ラジオ・ラジオ大阪・KBCラジオ・STVラジオの4局はいずれもNRNの親局出力50kW局であり、NRNの事実上の基幹局でもある。また、ラジオ大阪のネット離脱期間中に関西エリアをフォローしたKBS京都とラジオ関西の両局も前述の4局にこそ及ばないが、親局出力20kWの高出力局だった。
番組終了後の特別番組は、2024年の『ハガキとマイク〜小森まなみ 心と心のキャッチボール〜』がSTVラジオで遅れネットされた以外は東海ラジオのみの放送となっている。

## 年中行事
- 1月1日0時 - オリオン座におめでとう
- 年始 - 新春句会
- 1月 - 空耳リクエストアワー
- 1月下旬 - アニメソングベスト10（小森の曲が一位になる事もしばしば）
- 2月上旬 - RADIコミ大明神（受験生リスナーの合格祈願企画）
- 2月14日頃 - ブルーバレンタイン（バレンタインの悲しい思い出を語る）
- 4月1日頃 - ハッピーエイプリルフール（みんながハッピーになる嘘をつく）
- 8月上旬 - 名古屋城夏まつりで、イベントと公開録音
- クリスマス頃 - クリスマススペシャルドラマ
- 年末 - 今年の重大（ベスト）ニュース、お間抜け紅白

## 過去にあったコーナー
- 牛乳早飲みコーナー（牛乳をどれだけ早く飲めるかを競う）
- 五代君をさがせ（『めぞん一刻』の五代君のような男前を捜す）
- どれにしようかな?コーナー（「どれにしようかな神様の言うとおり」の地域ごとの違いを調べる）
- 東京ショック（東京に出てきて受けたカルチャーショックを披露する）
- ゲゲボドリンクのコーナー（断続的にコーナー化。メッコール、麦コーラーなどを飲んで小森は「おしっこの味」がすると感想を述べた。「ゲゲボドリンク」の言葉はスポンサーだったラポートの雑誌「ファンロード」から）
- シュガー納豆（納豆に砂糖をはじめとした色々な調味料を入れた食べ方を紹介するコーナー。1988年と1995年に登場）
- 替え歌大王に挑戦（アルバムが出るごとにコーナー化される）
- 情けないカッコ（学校などのテストでの珍回答をリスナーが披露する）
- タコの星へ愛をこめて（全国色々なたこ焼きの中身を紹介する。タイトルの元ネタは「水の星へ愛をこめて」で、コーナーに沿った同曲の替え歌も作られ、番組イベントで森口博子が歌ったこともある）
- PENTAX“マミのSFX日記”（リスナーが撮った写真を紹介する。月一で月間賞を選ぶ。小森休養期間中は「YY写真館」というコーナー名だった）
- 校門にタッチ・おしり合い大作戦(同じ学校のリスナーを探す企画、玉砕多し）
- 桃太郎伝説の「も」の数はいくつ?（アニメ『桃太郎伝説』の主題歌『桃変化で行こう!』の「も」の数を数える、小森本人が歌っているものだけでなくコーラスのNG5などが歌っている分も数えるので結論出ず。原作者のさくまあきらが構成していた『ジャンプ放送局』にも飛び火し、さくま本人からコメントも届く）
- みそ・からし論争（おでんにみそをつけるかカラシをつけるかで大論争）
- キキマタコーナー（『魔女の宅急便』のキキはほうきにまたがって飛ぶ時股間が痛くないのかを検証）
- ホットケー記念日（小森が30代の頃、毎年誕生日の週に年齢をネタにしてあそぶ）
- 洗うのはパンツ千円（空耳タイムのはしり、コーナー名はa-haの曲『テイク・オン・ミー』より）
- つぶかつ（つぶれそうな部活を紹介する、コーナーのBGMは『究極超人あ〜る』の『やあ』）
- 僕も貴方も千昌夫（100円玉を額に糊などを使わずに皮脂だけでどれだけの時間貼り付ける事ができるか）
- 「にくのおおいおおのくに」（回文）
- スターチャイルド・リリースカウントダウン（ミンキーヤス担当、月末のみ。翌月に発売されるスターチャイルドのCD発売情報。冒頭でヤスが「月一のお待た～」と叫ぶ。余談だがその部分が「パツキン一のお股～」と聞こえる空耳が寄せられたことがある）
- ペーパームーン・CDアルバムベストテン（ミンキーヤス担当、東海ラジオ放送分のみ。ペーパームーンでのCDアルバム売り上げチャートを発表。ディレクターがさとDUEの時期には、東海ラジオ以外の各局独自のコーナーがこの時間に入れられた）

## CD・ビデオ
RADIO LOVE（キングレコード、1995年8月4日発売）
放送開始10周年記念で制作されたビデオ。
虹を追いかけて…（キングレコード、1995年10月25日発売）
1994年12月に名古屋レインボーホールで行われたイベントを収録したビデオ。
mamiのRADIかるコミュニケーション ラジオ伝説（キングレコード、2001年10月3日発売）
以上の2作のDVD-BOX版。
HERTZ 20シリーズ（東海ラジオ放送）
放送開始20年目突入を記念して制作された番組CD3部作。
1. HERTZ 20 〜FIRST STAGE（1984年〜1991年）〜 - 2003年12月上旬発売
2. HERTZ 20 〜2nd STAGE（1991年4月〜1998年3月）〜 - 2004年6月上旬発売
3. HERTZ 20 〜Final Stage（1998年4月〜2004年10月）〜 - 2004年12月中旬発売

HERTZ 25 〜memorial stage〜（東海ラジオ放送、2009年12月中旬発売）
放送開始25周年記念で制作される番組CD。2004年から2009年までの内容を収録。
Quarter century（東海ラジオ放送、2009年12月中旬発売）
上記4枚の番組CDと新規収録の特典CDをセットにしたCD-BOX。

## 本
- 「ハートパニック」花伝社・刊（1986年11月10日） - 発行元の花伝社はさくまあきらが立ち上げた会社で、2012年現在存在する同名の出版社とは無関係。同人誌の装丁で発行され、書店流通には乗らなかった。
- 「mamiのRADIかるコミュニケーション ラジオ伝説」ラポート・刊（1988年10月26日）
- 「RADIコミ新聞 COMPLETE BOOK」ラジオ大阪・刊（出版を予定されていたが、権利問題などの事情で発売中止）

## 企画
- 電光戦士マミリンダー（8cmシングルCD『ハイカラRADIコミ音頭』のカップリング。キングレコード　スターチャイルドよりリリース)
羽原信義によるデザインがされたコスチュームを小森まなみが着用しイベントでも披露された。
- ハイカラRADIコミ音頭（本人がCDを持って小森の地元の盆踊りに売り込みに行ったことがある）
- 独身戦隊ゴチョンガー（ミンキーヤス〔当時〕を除く全員が結婚したため解散）

## 収録
公開収録など一部の放送回を除き、開始から終了まで、東京都港区赤坂のフラミンゴスタジオで収録されていた。収録風景の見学は許可されていた時期もあったが心無い熱狂的リスナーが小森に危害を加えようとした事件があったため、その後スタジオの見学やスタジオ前での出待ち等は不可となる。隣では、2008年3月まで『TV Game Radions V3』が収録されていた。プロデューサーはボス是枝（是枝正美）、ディレクターは1998年10月11日まではボス是枝、同年10月18日からはさとDUE、2000年9月3日からはガンちゃん（フルネーム：マシンガン野郎）。
2004年3月7日より、ディレクターにボス是枝（BOSS KOREEDER）が復帰（事実上のスーパーバイザー）。2006年10月よりディレクターはたぐっちゃん。ADは2006年まで桂（かつら）ちゃん。

## 公開録音・イベント
公開録音は、放送局の地元で行われる。ミンキー♥ヤスのコスプレが披露される。また、リスナーのしるしとして左手の手首にバンダナなどを巻く。かつてはRADIコミエイドと称し左手の甲に絆創膏を貼り付けていたのがリスナーのしるしだった。イベント終了後は手の甲の日焼けの後を見て思い出を偲ぼうという趣旨だったが、汗で絆創膏が剥がれるといった為に廃止された。またこれが以後のラジオ番組（特にアニラジ）における“リスナーのしるし”の元祖だと言われている。リスナーの一部がボランティアスタッフとなり、会場への誘導や会場の掃除が行われる健全なモデル番組。前述の名古屋城における「エコキャップ」の受入及び集計も、番組で公募したリスナーによって行われている。
- 1994年12月18日 10周年記念イベント・ヴェルデミュージックフェスティバル「小森まなみ『虹を追いかけて…』」
名古屋市総合体育館レインボーホール（現・日本ガイシスポーツプラザ）
東海ラジオ放送創立35周年イベントも兼ねていた
ゲストとして矢尾一樹、日髙のり子が出演
- 2004年5月 RADIコミ20thツアー第一弾
北海道自治労会館
ミンキー♥ヤスと元師弟関係の内藤寛が友情出演。
- 同年7月4日 14:00-15:00 RADIコミ20thツアー第二弾
専門学校九州ビジュアルアーツ内エスペランサホール
- 同年8月1日 18:30-20:30 mamiのRADIかるコミュニケーション 20th Anniversary 〜ユ・メ・ノ・チ・カ・ラ〜
名古屋城夏まつり 名古屋城内イベントステージ
- 同年12月25日 17:00-19:15 mamiのRADIかるコミュニケーション　20th *:*:Anniversary 「Dream Power Party X」
名古屋市公会堂　大ホール
こちらは公開録音ではなく記念イベントとして開催。イベントの模様の一部が年明けにラジオで放送された。
- 2005年8月7日 11:00-13:00 東海ラジオスペシャル “WE LOVE THE EARTH”
2005年日本国際博覧会 愛地球博　長久手会場　EXPOドーム
RADIコミを始め、東海ラジオで放送中の有名番組パーソナリティーが集結する。
- 同年11月13日 12:00-13:00 RADIコミスペシャル at ナガシマスパーランド
ナガシマスパーランド　催事館
こちらは通常の放送時間ではなく、19日（土曜日） 21:30-22:00に放送された。（余談だが、当時この時間は「流石の源石」が放送されており、休止をリスナーからのメールで知ったパーソナリティの源石和輝が「自分の枠でやれ！」と激怒したエピソードがある。）
- 2006年8月20日 18:00-19:30 mamiのRADIかるコミュニケーション 
“～ユ・メ・ノ・チ・カ・ラ～+GP”
名古屋城宵まつり　名古屋城内本丸ステージ
- 2007年8月19日 18:00-20:00 mamiのRADIかるコミュニケーション 
“みんなのパワーだ☆ちょこエコナイト!”
名古屋城宵まつり　二の丸ステージ
- 2008年8月17日 18:30-20:30 mamiのRADIかるコミュニケーション 
“名古屋城夏フェス☆ちょこエコミラクルナイト!”
名古屋城宵まつり　二の丸ステージにて。
前年に引き続き捨ててしまうペットボトルのキャップを集め、世界の子供にワクチンを贈る「エコキャップレボリューション」を展開し日本全国からリスナーが集まる。
- 2009年8月16日 18:30-20:30 mamiのRADIかるコミュニケーション 
“25th Anniversary HERTZ コンプリートパーティー”
名古屋城宵まつり　二の丸イベントステージにて。
前年に引き続き捨ててしまうペットボトルのキャップを集め、世界の子供にワクチンを贈る「エコキャップレボリューション」を展開し日本全国からリスナーが集まる。
同年7月5日放送分（東海ラジオ）で番組終了の告知をしたので、このイベントが最後の公開放送となった。